# Fred Karger
Fred Karger, född den 31 januari 1950, är en amerikansk politisk konsult, HBT-aktivist och före detta skådespelare som ställde upp som kandidat till republikanernas nominering till presidentvalet i USA 2012. Även om han aldrig blivit förtroendevald har han arbetat med nio presidentkampanjer och tjänat som konsult vid Ronald Reagans, George H. W. Bushs och Gerald Fords presidentkampanjer. Han arbetade i den så kallade Dolphin Group, en Kalifornienbaserad firma som konsulterade kampanjer.
Efter 27 år sade han upp sig och har sedan dess arbetat som en aktivist för homosexuellas rättigheter, med allt ifrån att skydda gaybaren The Boom till att använda sin organisation Californians Against Hate (ungefär Kalifornier mot hat) för att undersöka Mormonerna och National Organization for Marriages kampanjer för att upphäva eller motarbeta samkönade äktenskap. Karger var när han ställde upp till nomineringen den första öppet homosexuella presidentkandidaten från ett större politiskt parti i USA:s historia.